# Bilal Çubukçu
Bilal Çubukçu (* 16. Mai 1987 in Berlin) ist ein deutsch-türkischer Fußballspieler.

## Karriere

### Vereinskarriere

#### Jugend
Bilal Çubukçu wuchs in Berlin-Kreuzberg auf. Seine ersten fußballerischen Schritte machte er bei Vereinen aus seinem Stadtteil – Anadoluspor Berlin sowie Rot-Weiß Neukölln. Dann schloss er sich Tennis Borussia Berlin an, bevor er im Jahr 2002 in den Nachwuchs von Hertha BSC wechselte. Dort fiel er nicht nur abseits des Platzes auf, sondern überzeugte auch auf diesem mit Leistungen, welche in seiner Premierensaison gleich zum Gewinn der B-Jugendmeisterschaft nach einem 4:1 über den VfB Stuttgart führten. Im Jahr darauf gewann Çubukçu mit Herthas A-Jugend den DFB-Junioren-Vereinspokal durch ein 5:0 im Finale gegen SGV Freiberg.

#### Karriere im Herrenbereich
Für die zweite Mannschaft von Hertha BSC debütierte Çubukçu in der Regionalliga-Spielzeit 2005/06, wobei er es auf insgesamt fünf Einsätze brachte. In der darauffolgenden Saison kam er dort schon 22-mal zum Einsatz. Jedoch stieg Herthas Zweitvertretung am Saisonende ab. 2007/08 verhalf Çubukçu seinem Verein dann mit zwölf Toren und elf Torvorlagen zur Meisterschaft, wodurch er sich fürs Profiteam empfahl. Dort durfte er dann zunächst mittrainieren, wurde aber von Trainer Lucien Favre nicht mit ins Trainingslager genommen, woraufhin er den Verein in Richtung Türkei verließ und dort einen Vertrag bei Gençlerbirliği Ankara unterschrieb. Nachdem es dort zu Beginn gut lief, kam er nach einem Trainerwechsel nicht mehr oft zum Einsatz, woraufhin er seinen Vertrag in Ankara auflöste.
Zu Beginn der Rückrunde der Saison 2010/11 wechselte Çubukçu für anderthalb Jahre zurück nach Deutschland zum Zweitligisten Alemannia Aachen.
Nachdem sein Vertrag ausgelaufen war, verließ er den Verein. Für die nächste Saison einigte er sich mit dem türkischen Zweitligisten Adana Demirspor. Zur Wintertransferperiode 2012 verließ er nach einer Vertragsauflösung Adana Demirspor. Für die Rückrunde der Saison 2012/13 heuerte er beim türkischen Drittligisten Tokatspor an. Im Sommer 2016 wollte Çubukçu nach zwei Jahren den SV Babelsberg verlassen und sich dem türkischen Drittligisten Bucuspor anschließen, doch aufgrund der politisch unsicheren Lage änderte er seine Meinung und verlängerte seinen Vertrag in Babelsberg.
Zur Saison 2017/18 wechselte Çubukçu zum Regionalligisten BFC Dynamo, wo er auch gleich zum Kapitän ernannt wurde. Hier blieb er für zwei Spielzeiten, bevor er im Juli 2019 zu Hertha BSC zurückkehrte, um dort für die zweite Mannschaft aufzulaufen. Im September 2020 wechselte Çubukçu nach İzmit zum dortigen Fußballverein Kocaelispor. Hier spielte er bis 2021 und wollte sich eigentlich dem Verein Ergene Velimese Spor anschließen, zog es aber nach bereits einem Monat vor, nach Deutschland zurückzukehren, wo er sich in Berlin dem dortigen Oberligisten CFC Hertha 06 anschloss. Nach einer Saison wechselte Çubukçu im Jahr 2022 zum Fußballverein Anadoluspor Berlin, für den er seit 2024 erneut aufläuft, nachdem er zwischenzeitlich in der Saison 2023/2024 für den Landesligisten BFC Meteor spielte.

### Nationalmannschaftskarriere
Bilal Çubukçu durchlief von der türkischen U-17-Auswahl bis zur U-21 alle Nachwuchsmannschaften seines Landes, wobei er insgesamt 28 Partien bestritt.

## Sonstiges
Sein Bruder Birol spielte ebenfalls Fußball bei seinem Ex-Verein Tennis Borussia Berlin, und zwar in der fünftklassigen NOFV-Oberliga Nord.

## Erfolge
- Deutscher B-Jugendmeister: 2002/03
- DFB-Junioren-Vereinspokal-Sieger: 2003/04